# Biskajski zaliv
Biskajski zaliv (baskovsko Bizkaiko Golkoa, francosko Golfe de Gascogne, okcitansko Golf de Gasconha, špansko Golfo de Vizcaya) je zaliv v severnem delu Atlantskega oceana. Leži vzdolž zahodne obale Francije; od Bresta na severu do španske meje; in severne obale Španije, imenovan po zgodovinski pokrajini Baskiji (Bizkaia).

## Geografija
Deli kontinentalne police se raztezajo daleč v zaliv, in pri tem posledično ustvarjajo plitvine na več površinah Biskajskega zaliva.

### Reke
Glavne reke, ki se izlivajo v Biskajski zaliv, so:
- v Franciji: Loara, Garona, Dordogne, Adour.
- v Španiji:  Bidasoa, Oria, Urola, Nervión, Nalón, Pas.

### Pomembnejša mesta
Pomembnejša mesta na obali Biskajskega zaliva so:
- v Franciji: Brest, Nantes, La Rochelle, Bordeaux, Bayonne.
- v Španiji:  San Sebastian, Bilbao, Santander, Gijón.

## Zgodovina
V rimskem času (1. stoletje pred našim štetjem) se Biskajski zaliv imenuje Sinus Kantabrorum oz. »Kantabrijsko morje«, po nekdanji konfederaciji enajstih plemen Kantabrov, ki so naseljevala severno obalo Hispanije (sedanjo pokrajino Kantabrijo, vzhodno tretjino Asturije in bližnje gorsko ozemlje Kastilije in Leona.
Na nekaterih srednjeveških zemljevidih je Biskajski zaliv označen kot El Mar del los Vascos (»Baskovsko morje«). Južni konec zaliva se v španščini imenuje tudi Mar Cantábrico (»Kantabrijsko morje«), po pokrajini Kantabriji.

## Morska favna
V Biskajskem zalivu se nahaja mnogo vrst kitov in delfinov. Zaliv je eno redkih mest, kjer so bili opaženi kljunati kiti. Najboljša mesta za opazovanje večjih kitov so ob prehodu iz plitvin v globlje vode, zlasti pri Santanderskem kanjonu in Kanjonu Torrelavega v južnem delu zaliva.
V zalivu se nahaja tudi več vrst morskih ptičev, med drugim morski vrani iz reda veslonožcev.

## Splošno
- Ozemlje Biskajskega zaliva je bilo smatrano kot zadnji evropski cilj sovjetske Rdeče armade v času hladne vojne. Njegov položaj je imel tako geopolitično (sovjetski dominantni položaj nad Evropo) kot tudi strateško pomembno vrednost (dostop sovjetske pomorske flote do Atlantskega oceana).